# Christopher Leegaard

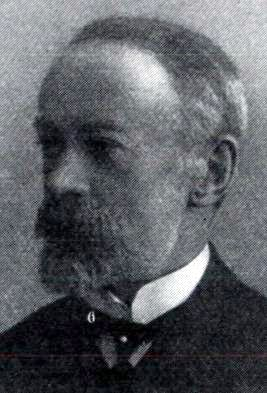
Christopher Leegard.

Christopher Blom Leegaard, född 24 juli 1851 i Skien, död 6 augusti 1921 i Kristiania, var en norsk neurolog och psykiater. Han var bror till Michael Leegaard.
Leegaard blev candidatus medicinæ 1876, doctor medicinæ på avhandlingen Studier i hjernens almindelige pathologi (1884), anställdes 1885 som läkare i elektroterapi vid Rikshospitalet, där han ledde avdelningen för neurologi och blev 1893 docent, 1895 t.f. professor i neurologi och 1896 ordinarie professor i detta ämne vid Kristiania universitet.
I flera läroböcker och många avhandlingar, bland annat i "Norsk magasin for lægevidenskab", "Nordisk med. archiv" och "Deutsches Archiv für klinische Medizin", behandlade ämnen på inre medicinens och nervsjukdomarnas område. Internationell berömmelse vann han i synnerhet genom sina arbeten om poliomyelitens natur och orsaker, särskilt i Beretning om en epidemi af poliomyelitis anterior acuta i Bratsberg amt aar 1899 (1901), och efter omfattande undersökningar närmare utvecklade i det stora verket Kliniske og epidemiologiske undersøgelser over den akute poliomyelit i Norge med særlig hensyn till dens førekomst i 1905 (i Christiania videnskabsselskabs skrifter, 1909). Leegaard visade här, att sjukdomen är av infektiös natur, vilket föranledde norska Medicinalstyrelsen att vidta åtgärder för att hindra dess spridning. År 1900 blev Leegaard ledamot av Den retsmedicinske kommission och 1901 av Kontrolkommitteen for Gaustad sindsygeasyl vid Kristiania.